# Sara Bertić
Sara Bertić (Majša, 21. prosinca 1919. – Osijek, 16. studenog 1941.), komunistička aktivistkinja partizanska ilegalka. 
Potječe iz obitelji solunskog dobrovoljca koji je 1921. godine, nakon potpisivanja mirovnog ugovora između Mađarske i Jugoslavije, morao napustiti Mađarsku. Nekoliko godina (1921-24.) njena je porodica tražila rješenje svog materijalnog pitanja u Baranji, (Popovac, Suza, Uglješ, Krčevine), a 1924. odlazi u Osijek (Donji grad, Ulica vojvode Mišića 55, kasnije Matije Gupca), zadržavši veliki salaš s 80 jutara zemlje u Krčevinama. Osnovno i srednje obrazovanje stekla je u Osijeku, a 1938. upisala je agronomiju na Beogradskom univerzitetu. Na studijama u Zemunu uključila se u rad revolucionarne studentske omladine. Iste je godine primljena u SKOJ. Aktivno je sudjelovala u svim studentskim manifestacijama do izbijanja Drugo svjetskog rata,(npr. u studentskim demonstracijama 14. prosinca 1939. u Beogradu, nakon kojih je zatvorena). Sljedeće godine postala je članica KPJ.
Za vrijeme ljetnih praznika dolazila je na salaš u Krčevinama. Poslije bombardiranja Beograda, početkom travnja 1941. godine, po nalogu KPJ, dolazi u Osijek i Baranju, gdje se uključuje u rad na pripremanju narodnog ustanka. Kao član Okružnog komiteta KPJ Osijek radila je na prikupljanju oružja i municije, koje su mađarske okupatorske vlasti pronašle na imanju njenog oca Jovana (zvanog Baćika) u Baranji. Prilikom slične akcije u Osijeku Saru su zbog izdaje nekih suboraca, uhapsile ustaše 26. srpnja 1941. godine. Poslije dvomjesečne torture, koju je herojski izdržala, na Prijekom sudu u Osijeku osuđena je 15. rujna 1941. godine na smrt strijeljanjem zbog komunističke propagande i pripreme sabotaže. Strijeljana je sa svojom majkom Agripinom (Gripom, rođenom Jovičić) tri sata poslije izricanja presude.
Sari Bertić i njenoj majci Agripini "Ministarstvo odbrane Vlade Federativne Narodne Republike Jugoslavije" izdalo je 20. studenog 1950. godine "Spomenicu za vječnu uspomenu i slavu palih boraca narodnooslobodilačkog rata", koju je potpisao i Josip Broz Tito. Iako se Saru Bertić smatralo narodnim herojem, njoj nije dodijeljen Orden narodnog heroja pa nije uvrštena u knjigu "Narodni heroji Jugoslavije" (I-II, Beograd, 1975).
Poslije Drugog svjetskog rata njenim su imenom nazvane ulice u Osijeku (Donji grad), Belom Manastiru (danas Ulica kralja Petra Svačića) i  Branjin Vrhu (danas Ulica svetog križa), osnovne škole u Osijeku (danas Osnovna škola Ljudevita Gaja) i Dardi, gimnazija u Osijeku, mjesna zajednica u Osijeku, izviđačka četa (ČIZ "Sara Bertić") u osječkom odredu izviđača "Franjo Kluz" te karaula u Baranji. U osječkoj Ulici Jože Vlahovića 6 (danas Ulica Lorenza Jägera) postavljena joj je 14. travnja 1950. godine spomen-ploča, dok se njena bista, uz biste Jovana Lazića i Ernea Kiša, nalazila na Trgu slobode u Belom Manastiru (poslije mirne reintegracije preseljena na belomanastirsko Partizansko groblje). (nž-jn)
Do 1966. godine u zgradi današnje osječke Treće gimnazije djelovale su dvije gimnazije, bivša ženska "Sara Bertić" i muška "Ivo Lola Ribar". U školskoj godini 1955/56. formirani su prvi mješoviti razredi u obje gimnazije.